# Heinrich Kleyer
Heinrich Ludwig Kleyer (Darmstadt, 13 de dezembro de 1853 — Frankfurt am Main, 9 de maio de 1932) foi um engenheiro mecânico e industrial alemão.

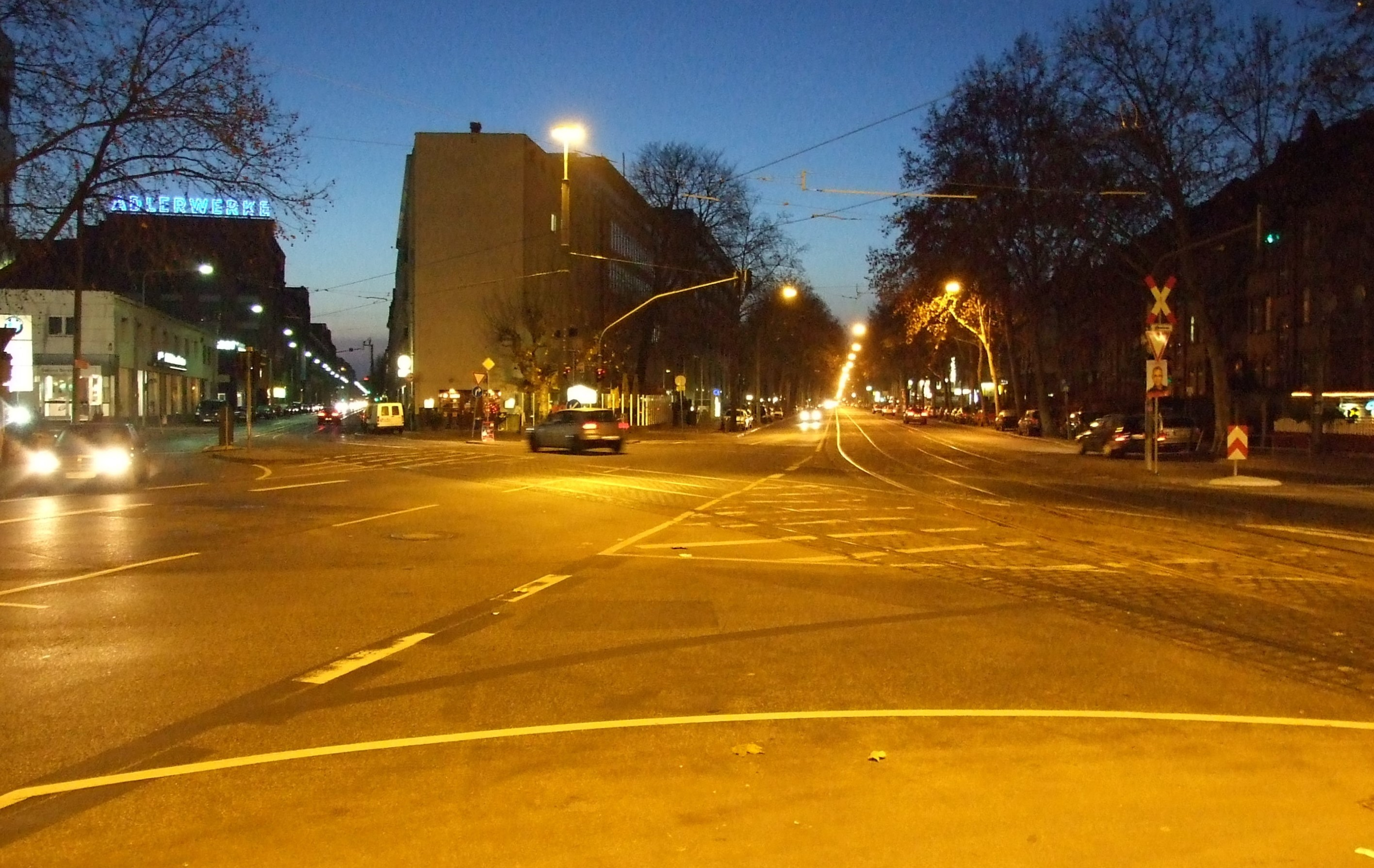
Fábrica Adler na Kleyerstraße (2008)

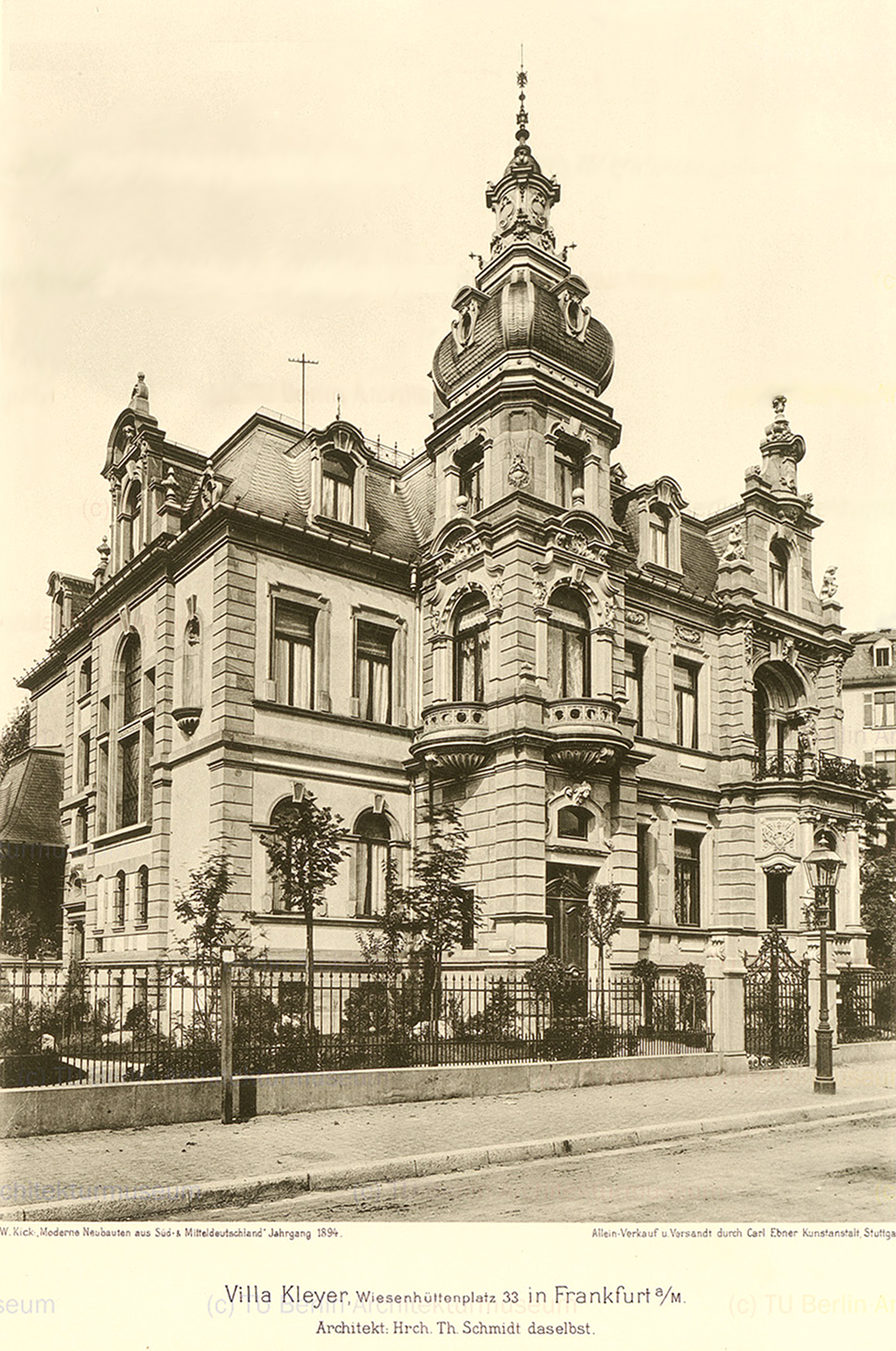
Casa de Heinrich Kleyer no bairro Bahnhofsviertel em Frankfurt am Main na Wiesenhüttenplatz em 1894

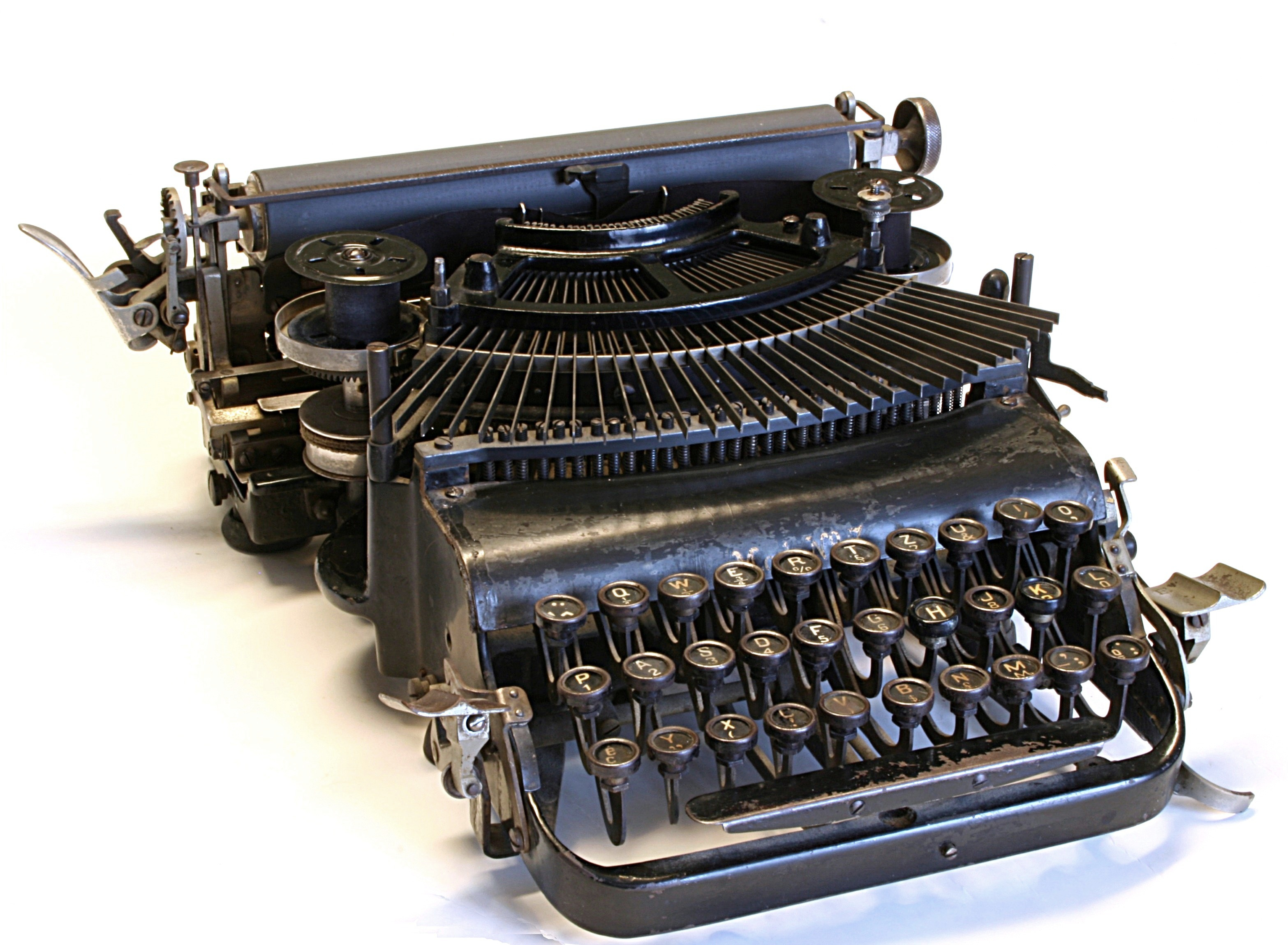
Adler Mod. No. 7

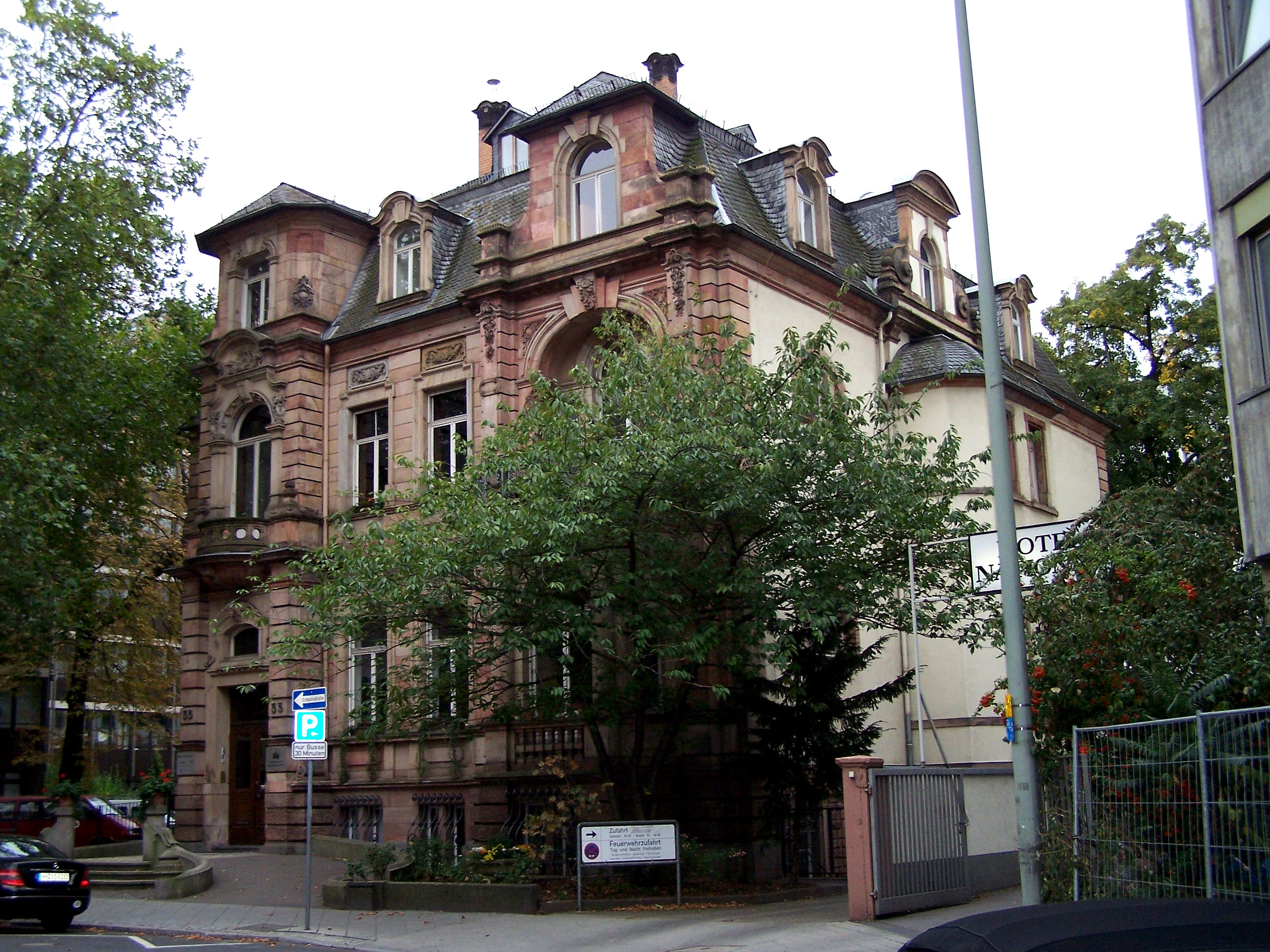
Casa de Heinrich Kleyer no bairro Bahnhofsviertel em Frankfurt am Main na Wiesenhüttenplatz em 2009

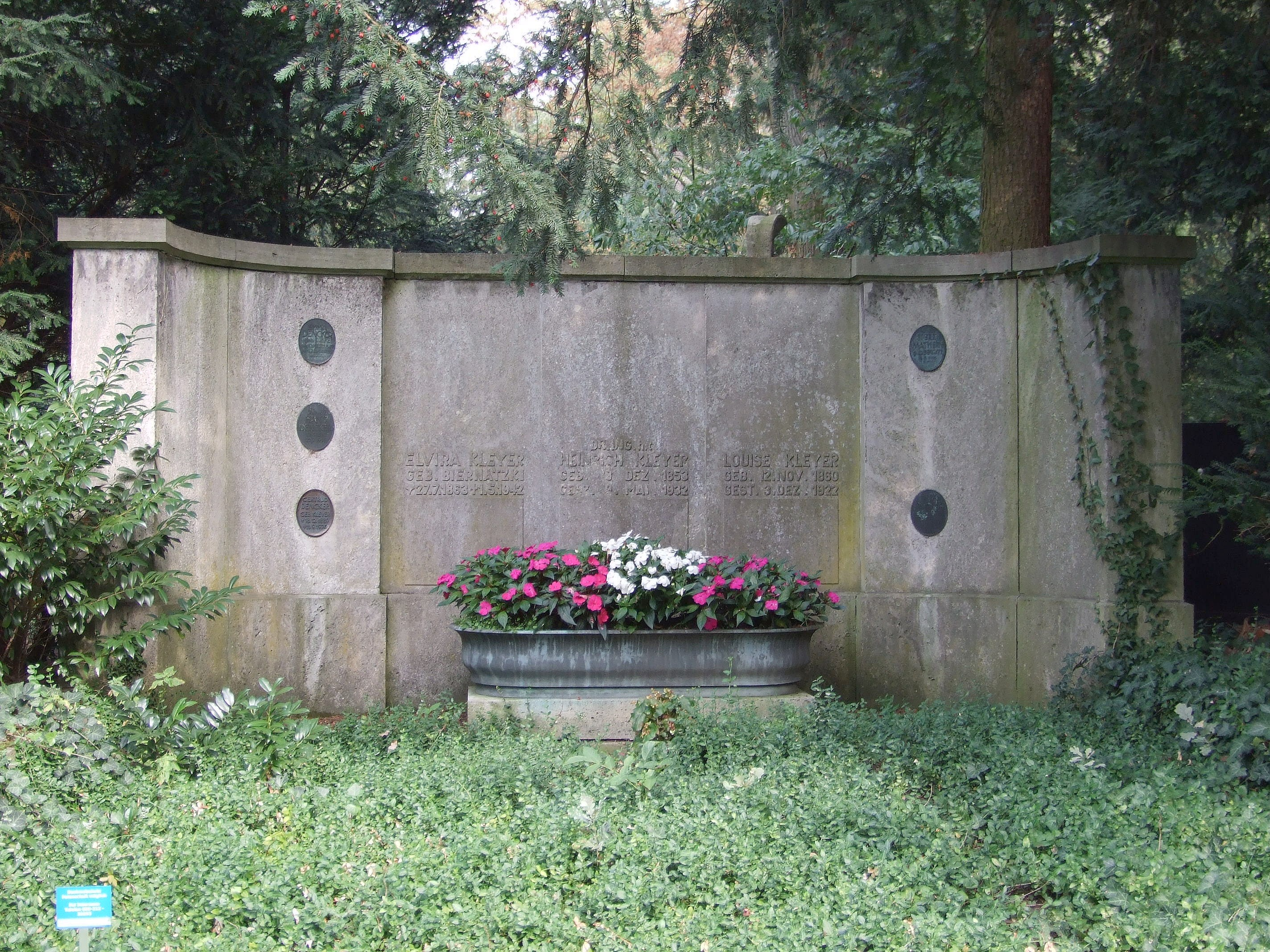
Sepultura da família

Quinto filho de um mecânico, cresceu em Darmstadt e estudou na Universidade Técnica de Darmstadt. Lá fez parte do Corps Rhenania (Studentenverbindung). Em 1875 foi para Hamburgo, a fim de trabalhar na casa de importação de máquinas Biernatzki & Co., antes de após passar aproximadamente um ano nos Estados Unidos fundar em 1 de março de 1880 uma loja de máquinas e bicicletas, da qual resultou em 1885/1886 a primeira fábrica de bicicletas da Alemanha, a Heinrich Kleyer GmbH. O entusiasmo de Kleyer por bicicletas foi despertado em uma visita a uma corrida de bicicletas nos Estados Unidos. Na Alemanha participou com sucesso de corridas de bicicleta e construiu em Frankfurt um velódromo, bom como uma escola e pista de ciclismo. Em 1881 fundou o "Frankfurter Bicycle Club".
Em 1886 lançou com a marca "Adler" sua primeira bicicleta no mercado. Foi o primeiro na Alemanha a equipar bibicletas com pneus com câmara de ar e foi em 1893 co-fundador da Dunlop Pneumatic Tyre Comp. GmbH, sediada em Hanau. A partir de 1898 trabalhou no desenvolvimento de motocicletas e automóveis, tendo a produção de automóveis iniciado em 1900.
Paralelamente à produção de veículos, Heinrich Kleyer reconheceu bem cedo o significado econômico da máquina de escrever para a Alemanha que estava se desenvolvendo industrialmente. Já nos anos 1898 até 1900 a "Adler Fahrradwerke vorm. Heinrich Kleyer" produziram a primeira máquina de escrever, tendo como base a canadense "Empire" de Wellington Parker Kidder, que no entanto em curto tempo foi melhorada e mais tarde muito vendida com o nome "Adler Mod. No. 7".
Em 1895/1896 a empresa tornou-se uma empresa de capital aberto operando sob o nome "Adlerwerke vorm. Heinrich Kleyer AG". Após Heinrich Kleyer seu filho Erwin Kleyer foi um dos diretores da Adler-Werke bem como piloto de corrida e mecenas de artes. Foi casado com Bertel Kleyer.
Após a Segunda Guerra Mundial Erwin Kleyer e Willy Hof conduziram negociações com as forças de ocupação dos Estados Unidos, a fim de construir um prédio em formato triangular na Baseler Platz, sobre as antigas instalações da empresa.